# Antoine-Henri Jomini
Antoine-Henri Jomini, Barão Antoine-Henri Jomini (Payerne, 6 de março de 1779 – Passy, 24 de março de 1869) foi o principal teórico militar da primeira metade do século XIX, tendo participado das campanhas napoleônicas. Escreveu “Sumário da Arte da Guerra” em 1836, onde dividiu a arte da guerra em seis partes: A política da Guerra, estratégia, grande tática, logística, engenharia e tática de detalhes.